# Leopold Sello

Leopold Sello

Leopold Sello (* 25. Oktober 1785 in Potsdam; † 17. Mai 1874 in Saarbrücken) war von 1816 bis 1857 Leiter des Königlich Preußischen Bergamtes in Saarbrücken. Seine Tätigkeit im Saarrevier ist bis zum heutigen Tag spürbar.

## Kindheit
Leopold Sello wurde als viertes Kind des Wilhelm Sello und seiner Frau Caroline Rosine, geborene Calame, geboren. Sein Vater stand als Planteur und Gärtner im Dienste des preußischen Königs. Der Geburtsname der Mutter weist auf ihre Herkunft aus der französischsprachigen Schweiz hin. Die Calames waren Steinmetze, die vom Neuenburgersee stammten und zu den vielen Handwerkern gehörten, die von der regen Bautätigkeit der preußischen Könige angezogen wurden. Als Leopold Sello in Potsdam aufwuchs, hielt die französische Gemeinde, der die Sellos angehörten, ihre Gottesdienste noch in französischer Sprache ab. In der Kirchenschule der Gemeinde wurden die Kinder anhand einer französischsprachigen Fibel unterrichtet. Da die Nähe seiner Familie zur Gemeinde nicht zuletzt durch die Heirat seiner Schwester Minna mit dem dortigen Pastor belegt ist, kann angenommen werden, dass er und seine Geschwister die Kirchenschule besucht haben. Der Besuch der Potsdamer Stadtschule von 1796 bis 1800 ist nachgewiesen. Die Familie wohnte bedingt durch den Beruf des Vaters im Park von Sanssouci, an der Südseite des Schlossgartens im Wohnhaus der Kunstmühle. Zwei Brüder von Leopold erwählten wie der Vater den Gärtnerberuf, der Vater hatte aber für ihn andere Pläne. Er erkannte die technische Begabung von Leopold und die Attraktivität des modernen Faches Bergwissenschaft. So entschied der Vater, dass der Sohn die Bergakademie Berlin besuchen sollte, die 1770 von Friedrich II. (Preußen) gegründet worden war.

## Beruflicher Werdegang
Am 5. November 1800 bewarb sich Leopold Sello um die Aufnahme zur Bergakademie. Die Zulassung war an das Bestehen einer Eingangsprüfung geknüpft, die er mit Bravour bestand. Die Ausbildung, die Sello nun von 1801 bis 1803 erhielt, war bestimmt durch einen engen Bezug zur Praxis. Nach der Beendigung des Studiums hatte er ein Praxisjahr in einem Bergrevier zu absolvieren, dazu wurde er nach Schlesien beordert. Seine erste Station war das Waldenburger Kohlerevier, wo er sich mit Fördertechniken befasste. Seine im Glatzer Revier betriebenen geologischen Studien überzeugten den zuständigen Bergrat davon, ihn für einen wichtigen Beamtenposten vorzuschlagen. So erfolgte 1808 seine Ernennung zum Bergkadetten. 1809 besuchte er die sächsische Bergakademie in Freiberg und unternahm danach eine Inspektionsreise durch Hessen und den Harz. 1811 wurde er in den Staatsdienst übernommen und wurde neben seiner Arbeit bei der Friedrichsgrube mit der Führung des Abbaues von Galmei und dessen Verhüttung in Tarnowitz beauftragt. Die Übernahme dieser Tätigkeiten besserten sein Salär auf, als aber sein zur Landwehr berufener Vorgänger aus den Befreiungskriegen zurückkehrte, sollten Sello diese Nebeneinkünfte wegfallen. Diese Nachricht erreichte ihn auf einer dienstlichen Reise in Kommern bei Düren. Er legte von dort seinem Oberberghauptmann dar, dass er nun 14 Jahre Bergmann sei und nun „nach zurückgelegtem 30. Lebensjahr wohl hoffen dürfe, so weit zu sein, um anständig leben zu können“. Der Oberberghauptmann hatte sich jedoch schon nach einem neuen Betätigungsfeld für Sello umgesehen, das seinen Qualifikationen besser gerecht würde und bot ihm im Januar 1816 die Interimsleitung der Saarbrücker Bergamtskommission an. Auf Sello warteten an der Saar neue Aufgaben.

## Leben und Wirken als Bergamtsdirektor
Der Zweite Pariser Frieden vom 20. November 1815 regelte, dass die ehemals zur Grafschaft Saarbrücken gehörenden Steinkohlengruben dem preußischen Staatsbergbau zufielen. In Bonn erhielt er im Oberbergamt genauere Instruktionen vor seiner Reise ins Saarrevier. Er erhielt 1816 die Bestätigung als Bergamtsleiter mit dem Titel des Bergmeisters, nachdem die provisorische Bergamtskommission durch das königliche Bergamt ersetzt wurde. Der erste Sitz des Bergamtes war im Prinzenpalais des Schlosses Saarbrücken. Er stand über 40 Jahre dem Bergamt vor und stieg in dieser Zeit zum Bergrat (1822), zum Oberbergrat (1837) und schließlich zum Geheimen Bergrat (1846) auf.
Seine Karriere vollzog sich nunmehr stetig im Saarrevier. Der Distrikt des Saarbrücker Bergamtes erstreckte sich über alle preußischen Besitzungen südlich der Mosel. Es war in zwei Reviere unterteilt, das erste umfasste das Saarbrücker Kohlerevier, zu dem zweiten gehörten die übrigen Gruben und der metallische Bergbau. Schon bei den ersten Besichtigungen der Gruben hatte sich Sello vom unbefriedigenden Zustand der Bergwerke überzeugen können. Er verbesserte sogleich die Arbeit in organisatorischer und technischer Hinsicht. Der bisher durchgeführte Abbau durch Stollen wurde den geologischen Gegebenheiten angepasst und bereits 1826 entstand der erste Tiefbauschacht im Saarrevier. Dieser Umbruch vollzog sich durch den Gebrauch der Dampfmaschine, da bei dem Tiefbau die herkömmlichen Mittel nicht mehr ausreichten.
Obwohl Sello so die Förderung der Gruben durch Modernisierung verdoppeln konnte, war ihm und seinen Mitarbeitern bewusst, dass der weiteren Expansion durch die Randlage des Saarreviers Grenzen gesetzt waren. Man musste bessere Transportwege für die Kohle finden, eine Steigerung der Förderung hat nur Sinn, wenn die Kohle nicht nur örtlich verkauft werden kann. So zielten die Bemühungen Sellos verstärkt dahin, jedes Verkehrsvorhaben zu unterstützen, das half, einen verbesserten Absatz der geförderten Kohle zu sichern. Die vorgesetzte Behörde Sellos schlug ihm vor, sich ein Bild von der 1830 eröffneten Bahnlinie von Lyon nach Saint-Étienne zu machen. Die Eisenbahn erschien Sello die beste Lösung des leidigen Transportproblems zu sein. So schlossen sich unter der Führung Sellos auch führende Industrielle des Landes zusammen und gründeten eine „Gesellschaft für die Errichtung einer Eisenbahn von Saarbrücken nach Mannheim“. Es gab mehrere Gründe für das Scheitern der Initiative. Es gab erstens eine Interessenkollision mit den Eisenbahnplänen Bayerns, da der Großteil der Strecke durch die bayerische Pfalz führen sollte. Alle Vorschläge von Seiten der Gesellschaft, ja sogar eine positive Stellungnahme des Regierungspräsidenten der bayerischen Pfalz in Speyer konnte die bayerische Regierung nicht umstimmen. Zweitens entstand innerhalb der Gesellschaft ein Interessenkonflikt. Einige Gesellschafter favorisierten nun die Rhein-Nahe-Strecke. Sello zog sich aufgrund dieser Querelen vom Komitee zurück.
Die Pfälzische Ludwigsbahn war bereits von Ludwigshafen nach Kaiserslautern gebaut, als es für das preußische Anschlussstück von Bexbach zur französischen Grenze grünes Licht gab. Sello übernahm nun den Vorsitz der Baukommission und konnte am 15. November 1852 an der Einweihung der Strecke teilnehmen. Doch Sello beschäftigte sich nicht nur mit der Bahn als Verkehrsmittel. Auch die Kanalisierung der Saar war ihm ein Anliegen. Als 1841 der Rhein-Marne-Kanal fast fertiggestellt war, projektierte Sello den Ausbau des Flusses nach Saargemünd und die Weiterführung des Wasserweges bis zum bestehenden Kanal. Doch auch hier scheiterte er an Einzelinteressen. Er setzte sich jedoch nach seiner Tätigkeit als Bergamtsdirektor als Mitglied des preußischen Landtages 1861 für den Bau dieser Wasserstraße ein, deren Bau dann von 1862 bis 1866 vollendet wurde. Der Saarkanal hat zwar heute keine wirtschaftliche Bedeutung mehr, war aber damals für den Absatz der Kohle von großer Bedeutung.
Neben der Verbesserung der Verkehrssituation war für Sello auch die Ausbildung seiner Bergleute von Bedeutung. So errichtete er 1822 eine Bergschule in Saarbrücken und ließ eine weitere in Neunkirchen (Saar) gründen. Im Hinblick auf die geringe Vorbildung der Schüler entschloss sich das Bergamt, zusätzlich Sonntagsschulen zu errichten, in denen das notwendige Wissen vermittelt wurde. Sello begründete auch Industrieschulen, in denen die Töchter der Bergleute in hauswirtschaftlichen Fähigkeiten, zur Reinlichkeit und Sittlichkeit erzogen werden sollten, so „dass die nächste Generation treuer, fleißiger … und bessere Menschen“ werden. Diese aus dem Geiste des Ordnungsstrebens resultierende Einrichtung schien aber nicht gerade attraktiv gewesen zu sein, da den Vätern fernbleibender Töchter mit Strafen und sogar mit Entlassung gedroht wurde. Aber der Eifer Sellos trug bald Früchte. Das Modell der Mädchenschulen stand sogar 1846 Pate bei der Gründung dieser Schulen im Ruhrgebiet.
Den heute noch im Saarland bedeutendsten Erfolg seiner über 40 Jahre dauernden Tätigkeit als Bergamtsleiter betraf einen Umstand, der in der sozialen Infrastruktur begründet lag. Sello erkannte, dass die Bergleute aus den umliegenden Dörfern oftmals weite Wege zur Arbeit zurücklegen mussten und daher bereits ermüdet und weniger leistungsfähig zur Schicht erschienen. Zuerst stellte das Bergamt den weiter entfernt wohnenden Bergleuten Schlafhäuser zur Verfügung, eine Lösung, die aber bei steigender Arbeiterzahl immer kostspieliger wurde. Sello schlug deshalb im Jahre 1841 eine andere Idee vor. Er regte in einer Denkschrift den Bau von sogenannten Prämienhäusern an. Die Bereitschaft der Bergleute, mit ihren Familien ein eigenes Haus in der Nähe der Grube zu errichten, sollte gefördert werden. Sello veranschlagte für den Erwerb des Bauplatzes 25 bis 40, für den Bau des Hauses 100 bis 150 Taler. Das Darlehen war mit 4 Prozent verzinst und wurde durch einen Lohnabzug in Höhe von ein bis zwei Talern abbezahlt. Die gewährte Prämie wurde für den Kauf des Bauplatzes benutzt. Sein Vorschlag wurde direkt in die Tat umgesetzt. Als Voraussetzung für die finanzielle Unterstützung galt die Einhaltung eines Musterbauplanes, der zwei Haustypen vorsah: ein kleines Haus mit 44,9 m² und ein etwas größeres mit 66,9 m² Grundfläche. Die Baukosten veranschlagte Sello bewusst niedrig. Er ging davon aus, dass ein Haus den Bergmann nicht mehr kosten dürfe, wenn er nicht zu teuer wohnen soll. Es sei laut Sello aber auch gewiss, dass jegliche Administration teurer baue als Privatleute. Dass er die Einwohner seines Kohlereviers richtig einschätzte, lässt sich an folgendem Zitat aus seiner Denkschrift festmachen, wonach es „in der hiesigen Gegend Sitte sei, einem Bauenden durch unentgeltlich geleistete Hand- und Spanndienste behilflich zu sein“. Bis zum Ende seiner Amtszeit wurden über 1000 Darlehen gewährt. Es ist also sehr zutreffend, dass Sellos Idee der Förderung des Bergmannshauses einen wesentlichen Anstoß zu der heute hohen Eigentumsquote im Saarland gegeben hat.

## Politische Laufbahn
Sello wurde 1846 in den Gemeinderat von Saarbrücken gewählt. Er gehörte fast 25 Jahre dem Gemeinderat an. Nach Beendigung seiner beruflichen Laufbahn wurde er Ende 1859 bei einer Nachwahl in das preußische Abgeordnetenhaus gewählt. In Berlin setzte er sich vornehmlich für die Interessen seiner Region ein. Die weitere Gewährung der Hausbauprämie, der Bau des Saarkanals zur Hebung der Wirtschaftskraft an der Saar lagen ihm besonders am Herzen. 1866 musste er aus Rücksicht auf seine Gesundheit sein Mandat niederlegen. Die Ersatzwahl fiel auf seinen Sohn Julius, der Landgerichtsassessor war.
An Sello erinnert eines der vier Bildmedaillons, die am Gebäude der Bergwerksdirektion in Saarbrücken zu sehen sind. Bemerkenswert aber ist, dass es im ganzen Saarland nur im Saarbrücker Stadtteil Jägersfreude eine kleine Seitenstraße gibt, die seinen Namen trägt. Dies ist verwunderlich, hat er doch die Geschicke des Kohlereviers an der Saar über 40 Jahre mitgeprägt.
Seit 2006 hat auch die Gemeinde Merchweiler eine Straße im Neubaugebiet „Kässeiters“ nach Sello benannt (Leopold-Sello-Straße).